# 400 mètres 4 nages féminin aux Jeux olympiques d'été de 2020
Navigation
Rio 2016 Paris 2024
Le 400 m quatre nages femmes est une épreuve des Jeux olympiques d'été de 2020 qui a eu lieu entre les 24 et 25 juillet, au Centre olympique national de Tokyo.

## Records
Avant les Jeux olympiques d'été de 2020, les records étaient les suivants.
| Record du monde  | 4:26.36 | Katinka Hosszú (HUN) | 6 août 2016 | Rio de Janeiro |
| Record olympique | 4:26.36 | Katinka Hosszú (HUN) | 6 août 2016 | Rio de Janeiro |

## Programme
Heure locale (UTC+9)
| Date       | Heure | Tour   |
| ---------- | ----- | ------ |
| 24 juillet | 20:05 | Séries |
| 25 juillet | 11:12 | Finale |

## Résultats

### Séries
Les huit meilleurs temps, indépendamment de leur série, sont qualifiées pour la finale.
| Rang | Série | Ligne | Nom                        | Nationalité     | Temps   | Remarques |
| ---- | ----- | ----- | -------------------------- | --------------- | ------- | --------- |
| 1    | 3     | 5     | Emma Weyant                | États-Unis      | 4:33.55 | Q         |
| 2    | 3     | 6     | Aimee Willmott             | Grande-Bretagne | 4:35.28 | Q         |
| 3    | 2     | 4     | Yui Ohashi                 | Japon           | 4:35.71 | Q         |
| 4    | 3     | 3     | Mireia Belmonte            | Espagne         | 4:35.88 | Q         |
| 5    | 2     | 5     | Hali Flickinger            | États-Unis      | 4:35.98 | Q         |
| 6    | 2     | 6     | Viktória Mihályvári-Farkas | Hongrie         | 4:35.99 | Q         |
| 7    | 3     | 4     | Katinka Hosszú             | Hongrie         | 4:36.01 | Q         |
| 8    | 2     | 7     | Ilaria Cusinato            | Italie          | 4:37.37 | Q         |
| 9    | 3     | 2     | Sara Franceschi            | Italie          | 4:39.93 |           |
| 10   | 3     | 1     | Anja Crevar                | Serbie          | 4:40.50 |           |
| 11   | 2     | 1     | Yu Yiting                  | Chine           | 4:41.64 |           |
| 12   | 3     | 8     | Ageha Tanigawa             | Japon           | 4:41.76 |           |
| 13   | 3     | 7     | Fantine Lesaffre           | France          | 4:41.98 |           |
| 14   | 2     | 2     | Tessa Cieplucha            | Canada          | 4:44.54 |           |
| 15   | 1     | 5     | Katja Fain                 | Slovénie        | 4:44.66 |           |
| 16   | 1     | 3     | Azzahra Permatahani        | Indonésie       | 4:54.54 |           |
| 17   | 1     | 4     | Virginia Bardach           | Argentine       | 5:01.98 |           |
| -    | 2     | 3     | Sydney Pickrem             | Canada          | DNS     |           |

### Finale
| Rang                                | Ligne | Nom                        | Nationalité     | Temps   |
| ----------------------------------- | ----- | -------------------------- | --------------- | ------- |
| Médaille d'or, Jeux olympiques      | 3     | Yui Ohashi                 | Japon           | 4:32.08 |
| Médaille d'argent, Jeux olympiques  | 4     | Emma Weyant                | États-Unis      | 4:32.76 |
| Médaille de bronze, Jeux olympiques | 2     | Hali Flickinger            | États-Unis      | 4:34.90 |
| 4                                   | 6     | Mireia Belmonte            | Espagne         | 4:35.13 |
| 5                                   | 1     | Katinka Hosszú             | Hongrie         | 4:35.98 |
| 6                                   | 7     | Viktória Mihályvári-Farkas | Hongrie         | 4:37.75 |
| 7                                   | 5     | Aimee Willmott             | Grande-Bretagne | 4:38.30 |
| 8                                   | 8     | Ilaria Cusinato            | Italie          | 4:40.65 |